# يوهان كريستوف ندلاند
يوهان كريستوف ندلاند (بالألمانية: Johann Christoph Wendland)‏ (و. 1755 – 1828 م) هو عالم نبات، وحدائقي من الإمبراطورية الرومانية المقدسة . ولد في لانداو اين در فالتز.